# بولخونی
بولخونی (به لاتین: Bolkhuny) یک منطقهٔ مسکونی در روسیه است که در استان آستراخان واقع شده‌است.